# Хроника монастыря святого Эдмунда
Хроника монастыря святого Эдмунда (лат. Chronica monasterii sancti Edmundi) — написанное на латинском языке историческое сочинение из бенедиктинского монастыря святого Эдмунда (Саффолк). Над «Хроникой» работали три автора: Джон из Тэкстера (John de Taxter), вероятно, довел Хронику до 1265 г.; двое других, чьи имена неизвестны, продолжили её соответственно до 1296 и 1301 гг. До 1212 г. «Хроника» составлена по Флорентию Вустерскому (до 1131 г.), Ральфу из Дичето (до конца XII.в.) и «Анналам монастыря святого Эдмунда» (до 1212 г.). Начиная с 1212 г. «Хроника» передаёт оригинальный, неизвестный по другим источникам текст.

## Переводы на русский язык
- Хроника монастыря святого Эдмунда / пер. В. И. Матузовой // Английские средневековые источники IX—XIII вв. М.: Наука, 1979.